# UKS Fenomen Babimost
UKS Fenomen Babimost – polski wielosekcyjny klub unihokejowy z siedzibą w Babimoście, założony w 2003 roku. Oprócz sekcji męskiej prowadzone są również sekcje juniorów i juniorek oraz młodzików, w których "Fenomen" co roku odnosi sukcesy. Największym sukcesem klubu jest zwycięstwo w 1 lidze mężczyzn w sezonie 2014/15 i awans do Ekstraligi. W sezonach 2015/2016 i 2016/2017 awansował do Superfinału Ekstraligi zajmując w nim dwukrotnie 4 miejsce. Obecnymi trenerami drużyny są Justyna i Marek Przygoccy. .

## Sukcesy

### Krajowe:
Ekstraliga polska w unihokeju mężczyzn
- 4. miejsce (2 x) – 2015/16, 2016/2017
- 6 miejsce (2 x) - 2017/2018, 2019/2020
- 7 miejsce (1 x) - 2018/2019

 1 liga polska w unihokeju mężczyzn
- 1. miejsce (1 x ) – 2014/15

Juniorzy Starsi
- 1.miejsce( 2 x ): 2015/16, 2018/2019
- 2.miejsce( 2 x ): 2014/15, 2016/2017
- 3.miejsce( 3x ): 2006/2007, 2013/14, 2017/2018

Juniorzy Młodsi
- 1.miejsce( 1 x ): 2016/17
- 2.miejsce( 5 x ): 2011/12, 2013/14, 2014/15, 2015/2016, 2017/2018
- 3.miejsce( 1 x ): 2012/13